# Meridialaris
Meridialaris is een geslacht van haften (Ephemeroptera) uit de familie Leptophlebiidae.

## Soorten
Het geslacht Meridialaris omvat de volgende soorten:
- Meridialaris biobionica
- Meridialaris chiloeensis
- Meridialaris diguillina
- Meridialaris inflata
- Meridialaris laminata
- Meridialaris lestagei
- Meridialaris patagonica
- Meridialaris spina
- Meridialaris tintinnabula